# Alice Takeda
Alice Keiko Takeda (Osvaldo Cruz, 23 de junho de 1949), também conhecida como Alice Takeda ou Alice K, é uma desenhista, roteirista e artista plástica brasileira. É diretora de arte da Mauricio de Sousa Produções, onde trabalha há mais de 40 anos. Utiliza o nome artístico de "Alice K" para suas exposições de artes plásticas. Além de ser responsável pela equipe de roteiristas e desenhistas do Estúdio, Alice também foi cocriadora, ao lado de Mauricio, dos mascotes do centenário da imigração japonesa no Brasil e participou do álbum Ouro da Casa, no qual fez um desenho a grafite dos personagens Rosinha e Chico Bento.

## Vida pessoal
É casada desde 1973 com o cartunista Mauricio de Sousa, tendo se separado dele durante um período de sete anos e posteriormente reatado o relacionamento. Juntos, Alice e Mauricio têm três filhos: Marina Takeda e Sousa, Mauro Takeda e Sousa e Mauricio Takeda e Sousa.

## Prêmios e indicações
Em 2016, Alice ganhou o Troféu HQ Mix na categoria "Grande homenagem".